# Arte egeo

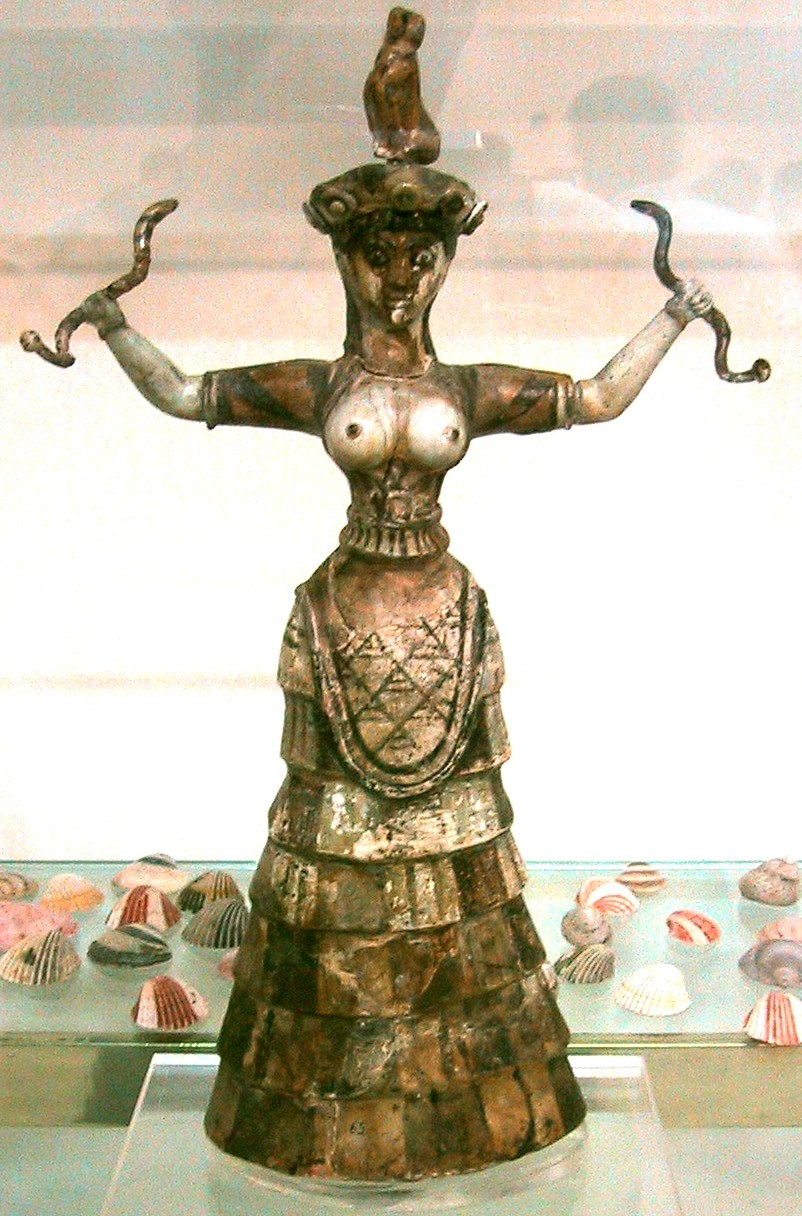
Estatuilla que representa a una sacerdotisa de las serpientes

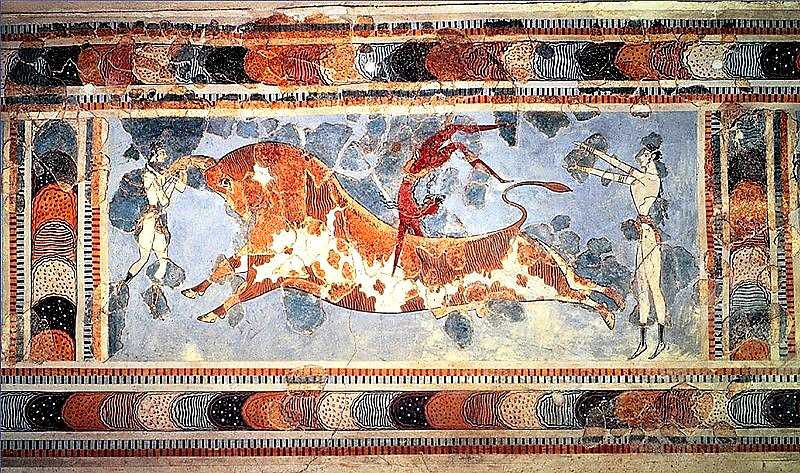
Fresco procedente del palacio de Cnosos con la representación de una escena ritual con un toro.

Las primeras muestras de arte que encontramos alrededor del Mar Mediterráneo antes de ser poblada por los griegos son figurillas de piedra blanca que representan a diosas (famosa figurilla de una sacerdotisa de las serpiente)y algunos personajes masculinos, de pie o sedentes, con escaso relieve y trazos muy estilizados. Son probablemente pequeños ídolos relacionados con cultos de los que nada sabemos. Esas estatuillas se han encontrado en las islas Cícladas, y las más antiguas se remontan a mediados del tercer milenio a. C. Es la etapa denominada como arte del Heládico Medio. 
Luego encontramos ya las representaciones del arte cretense o minoico, que alcanza su esplendor entre los siglos XVIII y siglo XVI a. C.  En Creta tenemos restos de algunos grandes palacios de plano complicado (casi auténticos laberintos), como el gran laberinto de Cnosos al norte, excavado por sir Arthur Evans, y el de Festo, al sur de la isla. 
En Cnosos, en torno a un gran patio central, se han construido varios pisos con numerosas habitaciones. Aquí aparecen ya algunos elementos muy significativos: las columnas de tipo cretense, más estrechas en la base que en su parte alta, los frisos, las paredes pintadas con grandes frescos, símbolos culturales como el toro y el hacha de doble filo, unas vasijas cerámicas de muy variadas formas, un nuevo tipo de figurillas femeninas, como la llamada sacerdotisa de las serpientes, sellos y gemas de muy raros dibujos y escenas religiosas muy curiosas. Es éste un arte refinado y fantasioso, con motivos muy singulares, como las escenas de fiestas de toros, con saltimbanquis que saltan ágiles sobre los cuernos de la fiera. También son de esa época las sacerdotisas, o acaso diosas, de falda acampanada, estrecha cintura y amplios pechos, que llevan en sus manos unas serpientes o un pájaro; la cabeza de toro de cuernos dorados o las hachas de oro; y las figuras de las paredes, de vivos colores y extraña silueta, como el llamado "Príncipe de los Lirios", con su estupendo penacho,y el rostro de perfil de esa belleza femenina de ojos vivaces y peinado con rizos a la que se dio el nombre de "la Parisina". 
En relación con ese arte minoico está el arte llamado arte micénico, que tiene algunas notas propias, debidas a que ahora ya son soberanos y nobles griegos quienes imponen un nuevo estilo, más guerrero y austero esa cultura micénica pertenecen los palacios de grandes muros de piedras ciclópeas de Micenas y Tirinto; y también las tumbas de cúpulaexcavadas por H. Schliemann en Micenas. Allí se encontró el tesoro que Schliemann llamó de Atreo y las "máscaras funerarias de oro", como la llamada "máscara de Agamenón", tanto las tumbas como las máscaras son, aproximadamente, del siglo XIV a. C. También en ese lugar se han encontrado gemas y sellos bien labrados de estilo minoico y nuevos tipos de vasos cerámicos, con una temática propia, como el "Vaso de los guerreros", del siglo XII a. C.
Mientras el arte minoico parece reflejar el gusto por las fiestas y los animales de una sociedad alegre y segura de sí misma, el arte micénico nos muestra una sociedad más cercana a la evocada en la Ilíada, ciudadelas con fuertes muros y siluetas de guerreros o rostros de príncipes de rasgos severos, como los de esas máscaras fúnebres, que si no son retratos propiamente, sí dan ya cierta idea de los personajes a los que representan tras la muerte.
- Datos: Q5706664